# La Horgne

La Horgne este o comună în departamentul Ardennes din nordul Franței. În 1 ianuarie 2022 avea o populație de 152 de locuitori.